# امتضي (امتدي)
امتضي هي إحدى مشيخات المملكة المغربية، تتبع جغرافيا لإقليم كلميم وإداريًا لامتدي. يقدر عدد سكانها بـ 1768 نسمة حسب الإحصاء الرسمي للسكان والسكنى لسنة 2004.